# Roman Jurkowski
Roman Stanisław Jurkowski (ur. 1956) – polski historyk, profesor nauk humanistycznych.

## Życiorys
Specjalizuje się w historii Polski, Rosji, Litwy i Białorusi XIX-XX wieku, stosunki międzynarodowe oraz historii powszechnej XIX-XX wieku. W 1979 ukończył magisterskie studia historyczne na Uniwersytecie Gdańskim. Doktorat obronił w 1999. Habilitował się w 2010. Tytuł naukowy profesora uzyskał w 2017. Pełni funkcję kierownika Zakładu Historii Europy Wschodniej w Instytucie Historii
i Stosunków Międzynarodowych Uniwersytetu Warmińsko-Mazurskiego w Olsztynie. Jest członkiem Polskiego Towarzystwa Historycznego. W 2012 został odznaczony Srebrnym Krzyżem Zasługi. Otrzymał Nagrodę „Przeglądu Wschodniego” za rok 2009.

## Autorskie publikacje monograficzne
- Ziemiaństwo polskie Kresów Północno-Wschodnich 1864-1904 : działalność społeczno-gospodarcza (2001)
- Sukcesy i porażki : ziemiaństwo polskie Ziem Zabranych w wyborach do Dumy Państwowej i Rady Państwa 1906-1913 (2009)
- Kowieński marszałek, grodzieński gubernator : kresowe początki kariery politycznej Piotra Stołypina (1889-1903) (2015)